# Lubiechów (Wałbrzych)
Lubiechów (niem. Liebichau) – część miasta Wałbrzycha i jego jednostka pomocnicza. Położona na północno-wschodnim obrzeżu miasta. Lubiechów ciągnie się na długości ok. 2,5 km, na wysokości ok. 340-390m n.p.m. Lubiechów był dawniej wsią.
W latach 1945–54 stanowił gromadę w gminie Szczawienko; 1951–54 część Szczawna-Zdroju; 1954-1970 samodzielna wieś w gromadzie Szczawienko. 10 kwietnia 1970, po zniesieniu gromady Szczawienko, większa część Lubiechowa weszła w skład gromady Dziećmorowice, którą jednocześnie przekształcono w gromadę Wałbrzych; jedynie niewielką część Lubiechowa (49 ha) włączono do Wałbrzycha. 1 stycznia 1973 całe sołectwo Lubiechów (wraz z Książem) włączono do Wałbrzycha.
Według danych z Urzędu Miejskiego w Wałbrzychu na 16 kwietnia 2014 roku dzielnice Szczawienko, Książ i Lubiechów zamieszkuje 4293 osób.

## Nazwa
W księdze łacińskiej Liber fundationis episcopatus Vratislaviensis (pol. Księga uposażeń biskupstwa wrocławskiego) spisanej za czasów biskupa Henryka z Wierzbna w latach 1295–1305 miejscowość wymieniona jest w zlatynizowanej formie Lubichowe.

## Historia najnowsza
W roku 1975 Wałbrzych został miastem wojewódzkim, wówczas to w ramach usilnego powiększania przyłączano do niego wszystkie okoliczne wsie - tak też stało się z Lubiechowem. Wraz z pierwszymi wyborami do Sejmu mieszkańcy Lubiechowa (wtedy już dzielnicy) w związku z brakiem możliwości dojazdu środkami komunikacji publicznej do centrum Wałbrzycha zaprotestowali poprzez odmowę pójścia do urn wyborczych. Wówczas władze miasta zaproponowały protestującym autobus linii 13, który do niedawna jeszcze kursował do Lubiechowa- dziś "trzynastkę" zastąpił autobus linii 8. W Lubiechowie istniała szkoła podstawowa, jednakże została zlikwidowana.

## Komunikacja
Przez Lubiechów przebiega ważny szlak kolejowy łączący Wrocław z Jelenią Górą.
W Lubiechowie są trzy ulice: Wilcza, Lisia i Łowiecka. Ulica Wilcza jest główną ulicą osiedla, ciągnie się od Szczawienka do krańca lasu. W połowie ulicy znajduje się pętla autobusowa.

## Zabytki
Do wojewódzkiego rejestru zabytków wpisane są:
- zabudowania w zespole zamku Książ:
- zespół palmiarni, ul. Wrocławska 158, 1911-13:
- palmiarnia z początków XX w. i szklarnie
- kotłownia
- budynek administracyjny
- budynek gospodarczy
- budynek mieszkalny
- ogród, 1911-14
- zespół folwarczny, ul. Wilcza 45, z lat 1909-22:
- stajnia
- dwa budynki mieszkalno-gospodarcze
- stajnia, obecnie chlewnia
- stajnia „Neusteil”,
- wozownia
- owczarnia, obecnie budynek mieszkalno-gospodarczy
- stajnia
- trzy bramy
- spichrz, ul. Lisia, z 1800 r.

## Przyroda
2 km na południowy wschód (na terenie powiatu świdnickiego) znajduje się Jezioro Zielone nazywane Daisy na cześć ostatniej właścicielki Książa – księżnej Daisy, znajduje się lasach w okolicy Lubiechowa. Stanowi ono główną atrakcję rezerwatu przyrody "Jeziorko Daisy".